# Tuinhuis

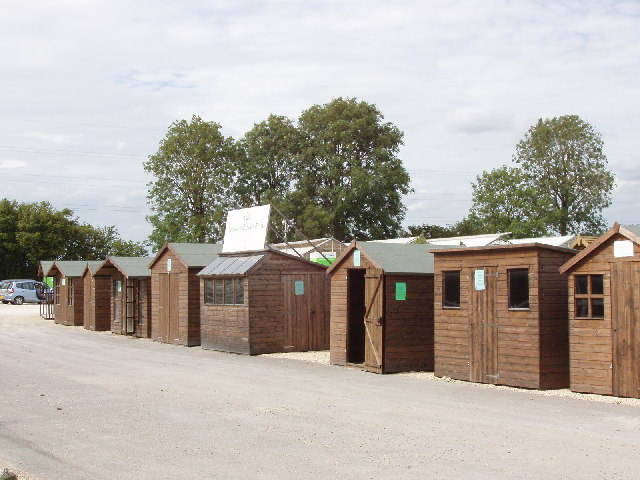
Verschillende typen tuinhuisjes

Een tuinhuis is een relatief klein, eenvoudig bouwwerk dat is bedoeld om in een tuin te plaatsen. Doorgaans wordt een tuinhuisje gebruikt voor opslag, soms als hobbyruimte en ook wel als al dan niet tijdelijke woonruimte. Het heeft vaak de vorm van een klassiek huis met ramen en een puntdak. 
Er bestaan veel verschillende constructies. Behalve bij zandgrond of een stenen bodem is een betonnen fundering wenselijk. Vaak wordt voor een geprefabriceerd huisje  gekozen, dat op een aan de situatie ter plaatse aangepaste ondergrond geplaatst wordt. Voor de bouw wordt meestal hout of kunststof gebruikt, soms steen. Daken bestaan vaak uit gegalvaniseerde golfplaten of houten planken bedekt met shingles.

## Variatie in tuinhuisjes

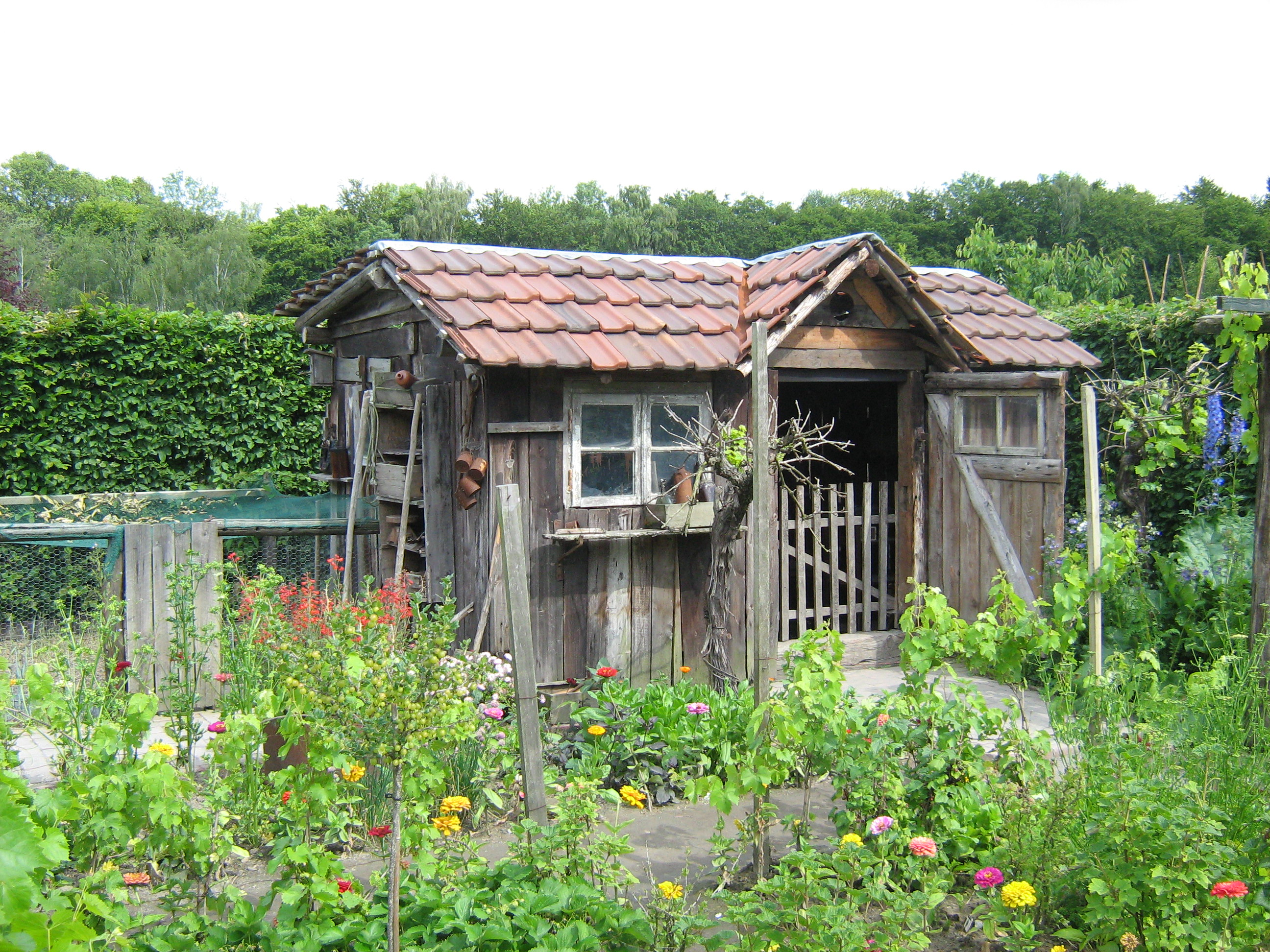
Vele jaren trouwe dienst.
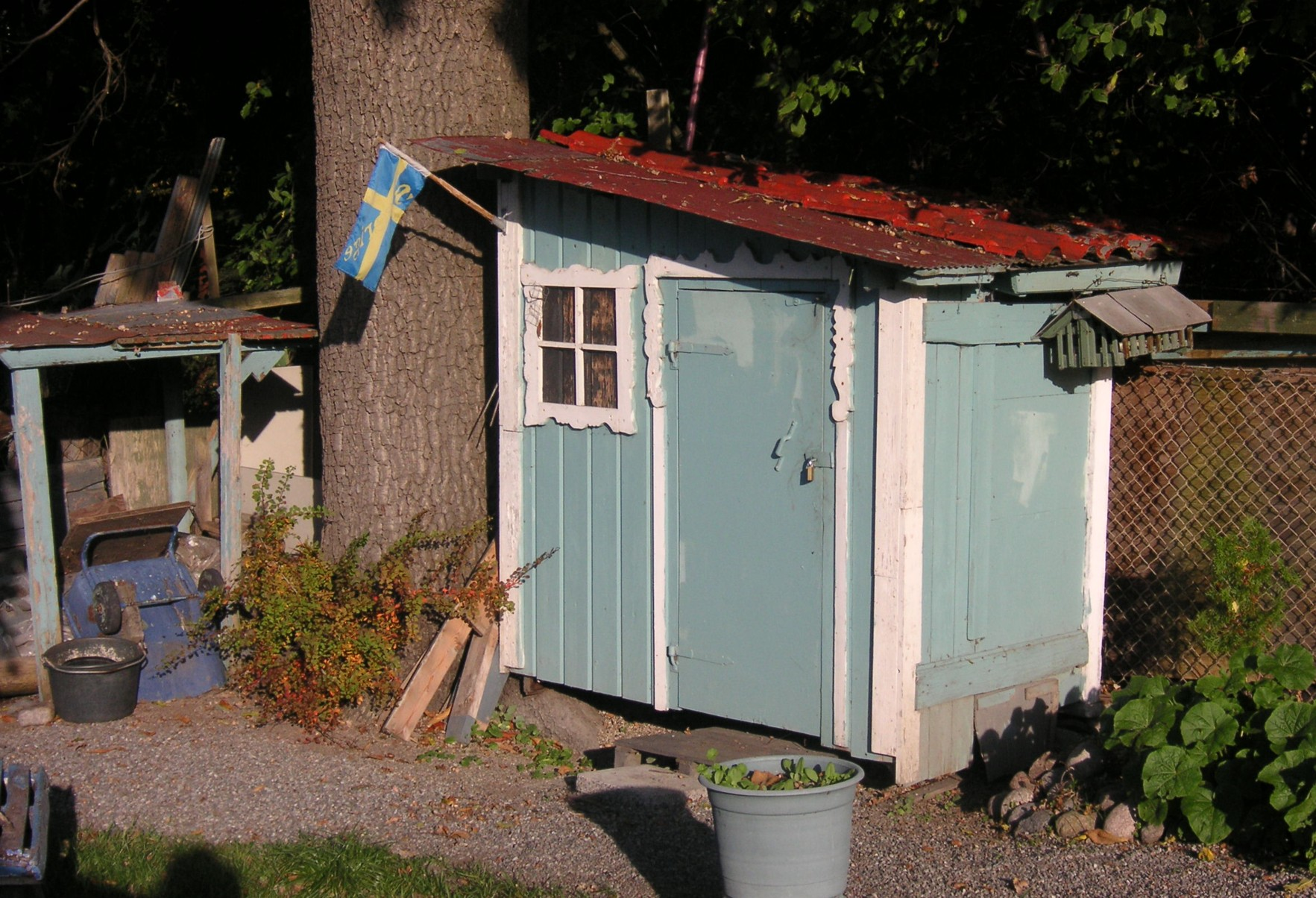
Huisje in een volkstuin in Zweden ('kolonistuga')
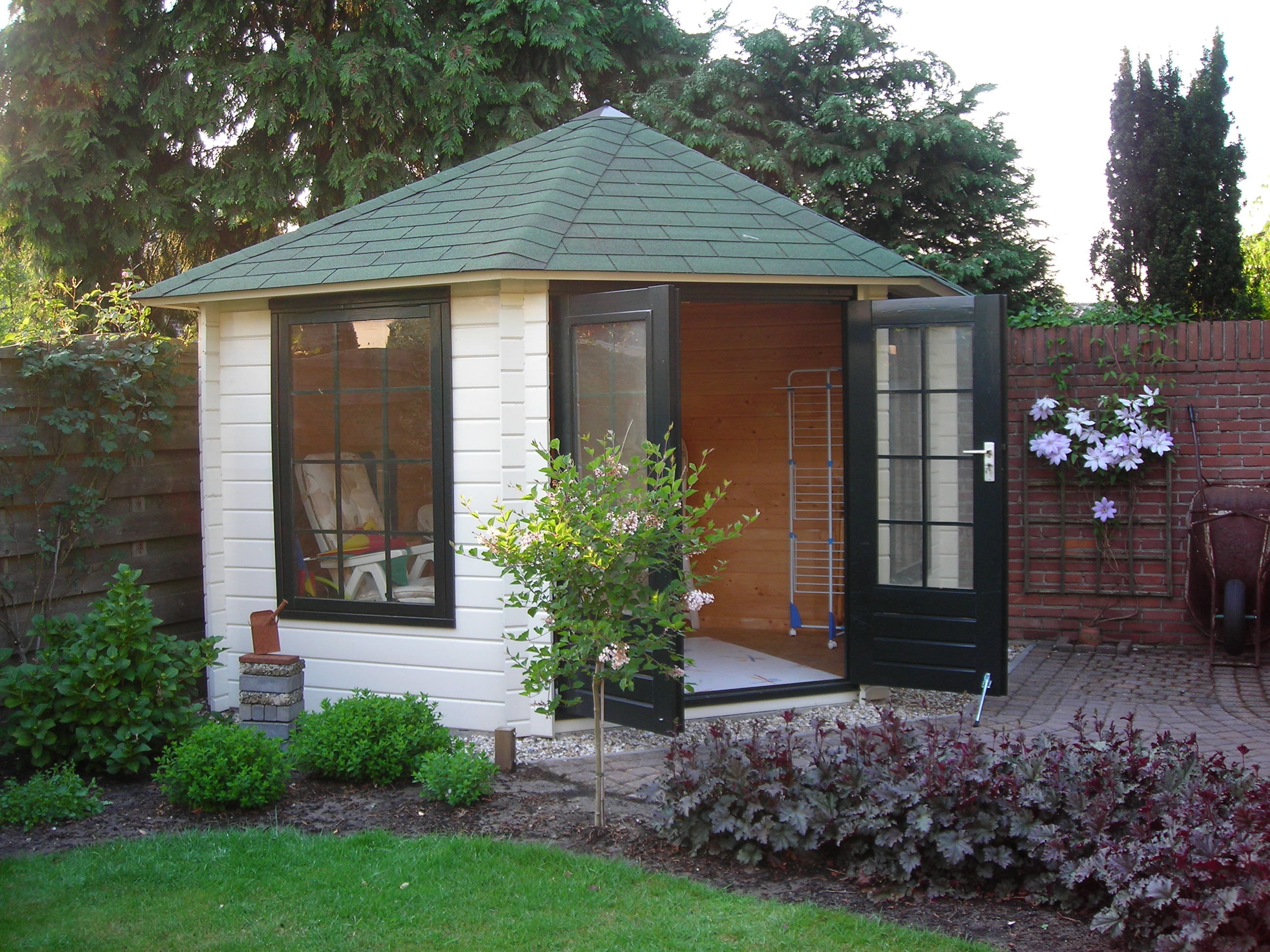
Tuinhuisje